# Boêmios
Boêmios é um dos quatro distritos do município brasileiro de Nova Petrópolis, no Rio Grande do Sul. Situa-se a leste da cidade.
Foi criado como "Distrito Dois" pela Lei Municipal nº 3.878, de 24 de julho de 2009 e teve seu nome alterado para "Boêmios" pela Lei Municipal nº 3.888, de 21 de agosto de 2009.